# Alte Post Ponholz

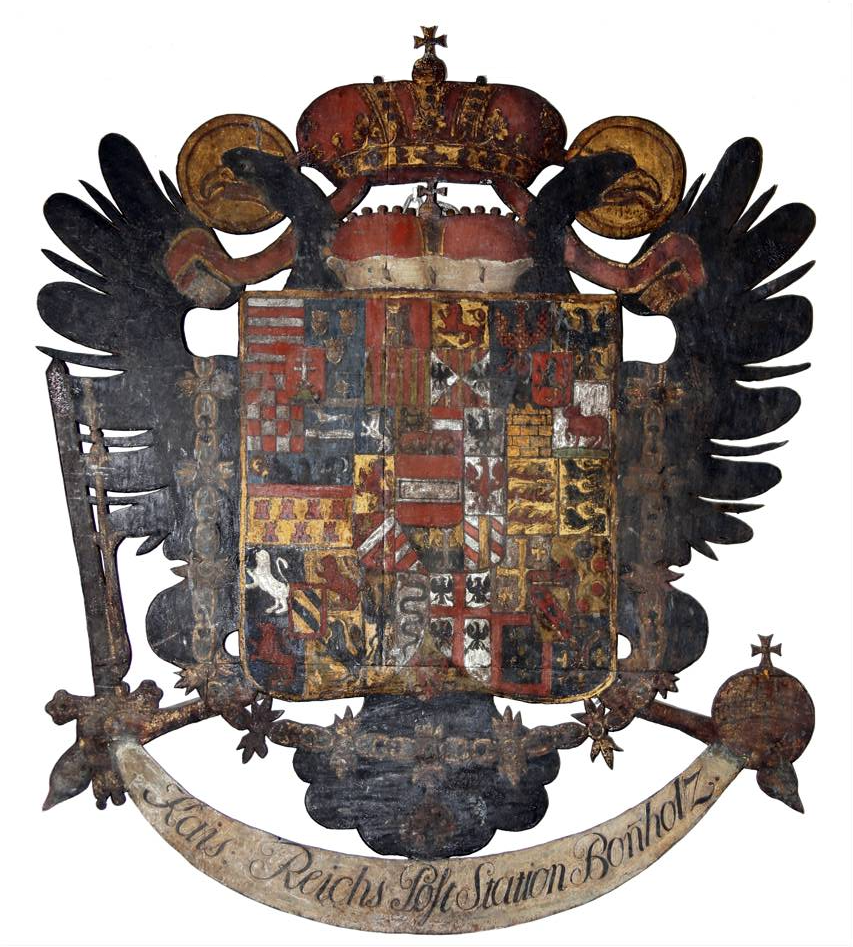
Wappen der Alten Post, Hofbibliothek Fürst Thurn und Taxis, Regensburg

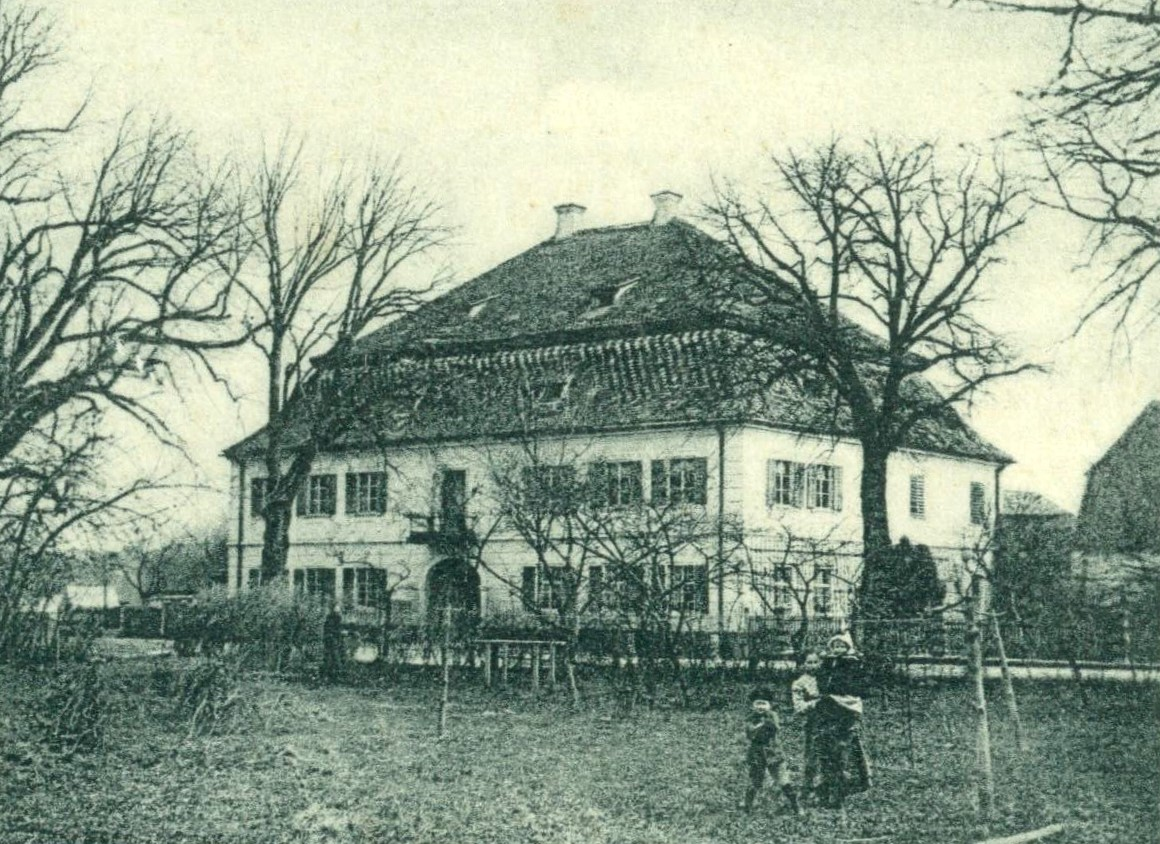
Die Alte Post im Jahr 1901. Noch ohne Zwerchgiebel.

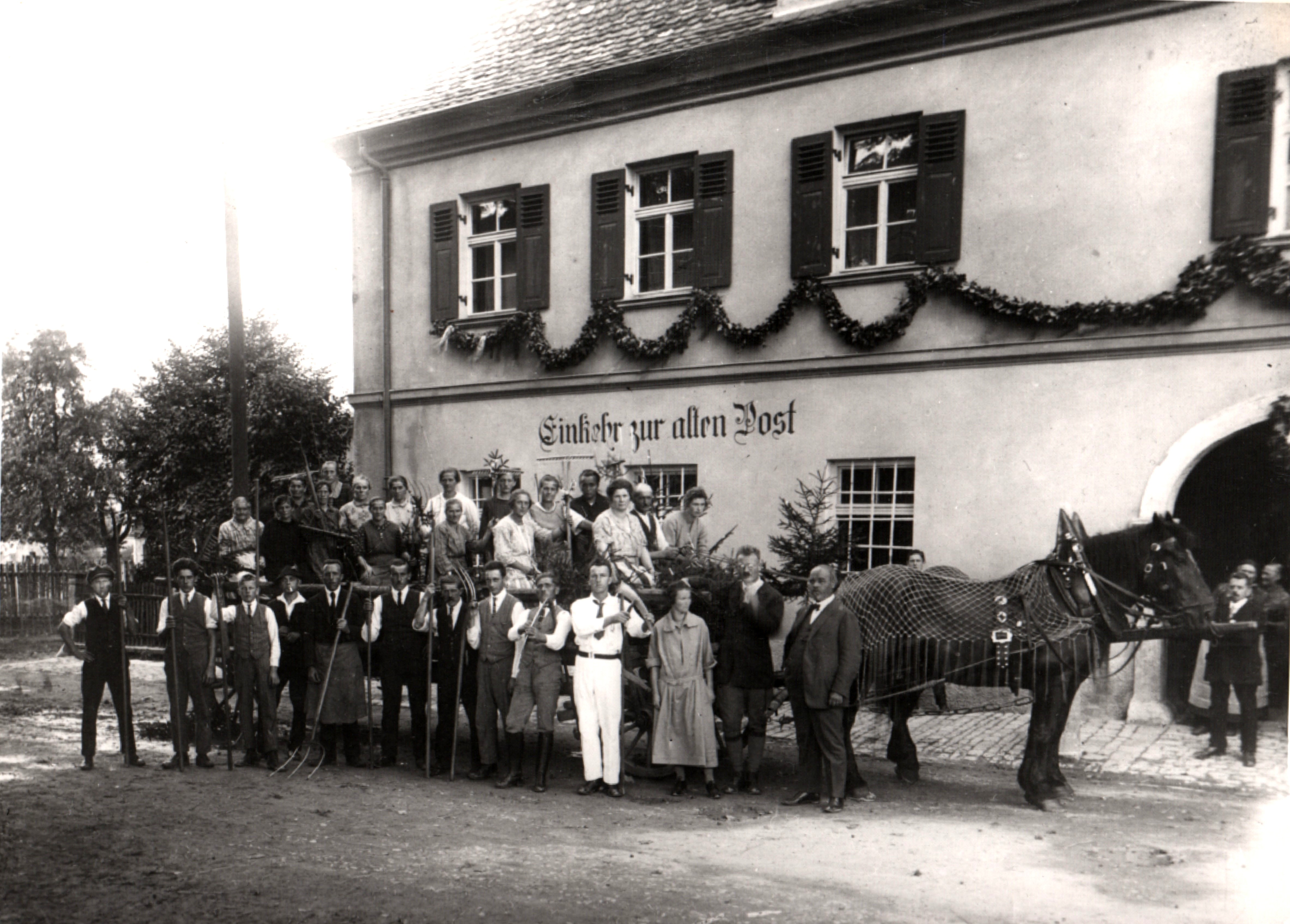
Belegschaft der Alten Post um 1930

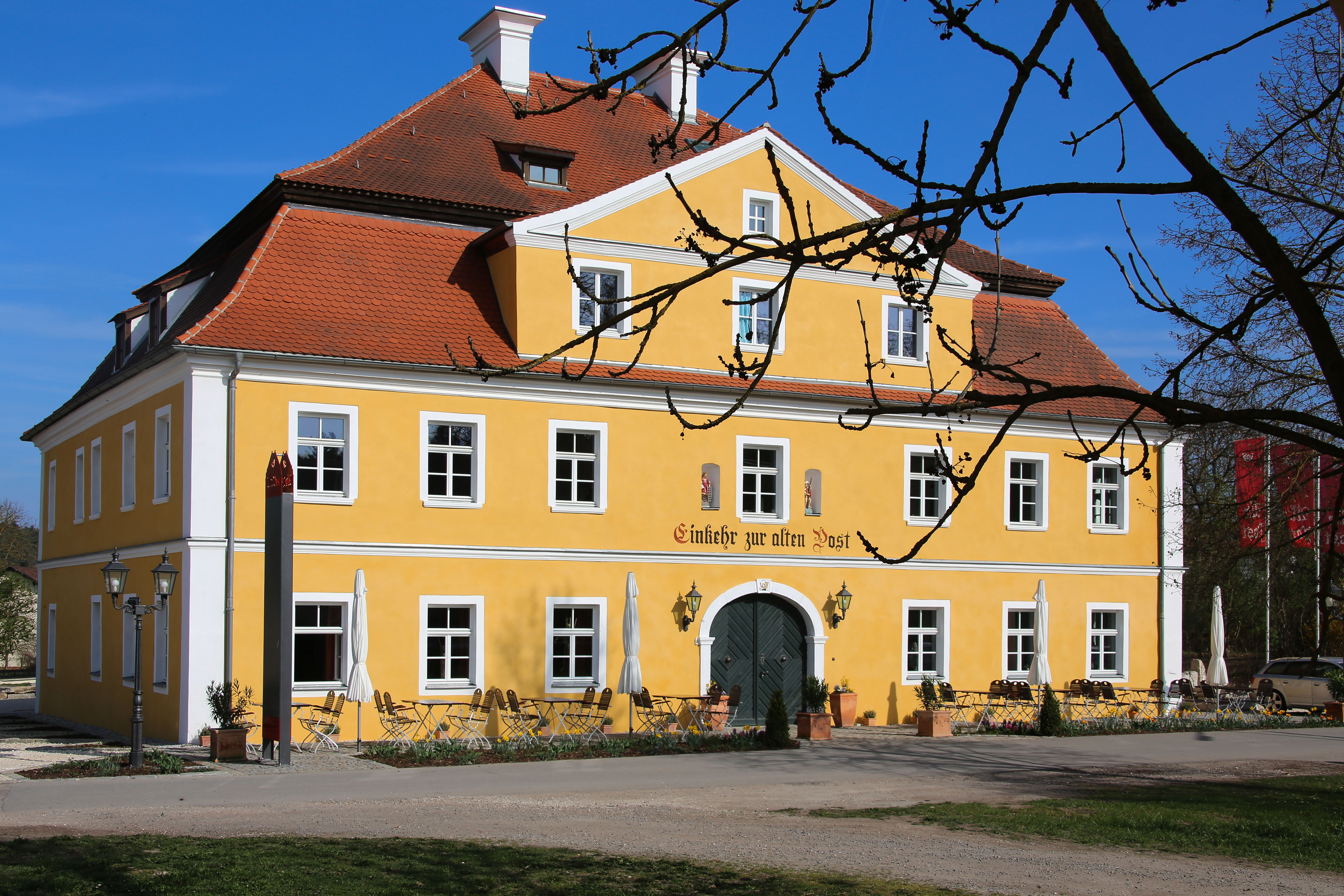
Die Alte Post im Jahr 2014

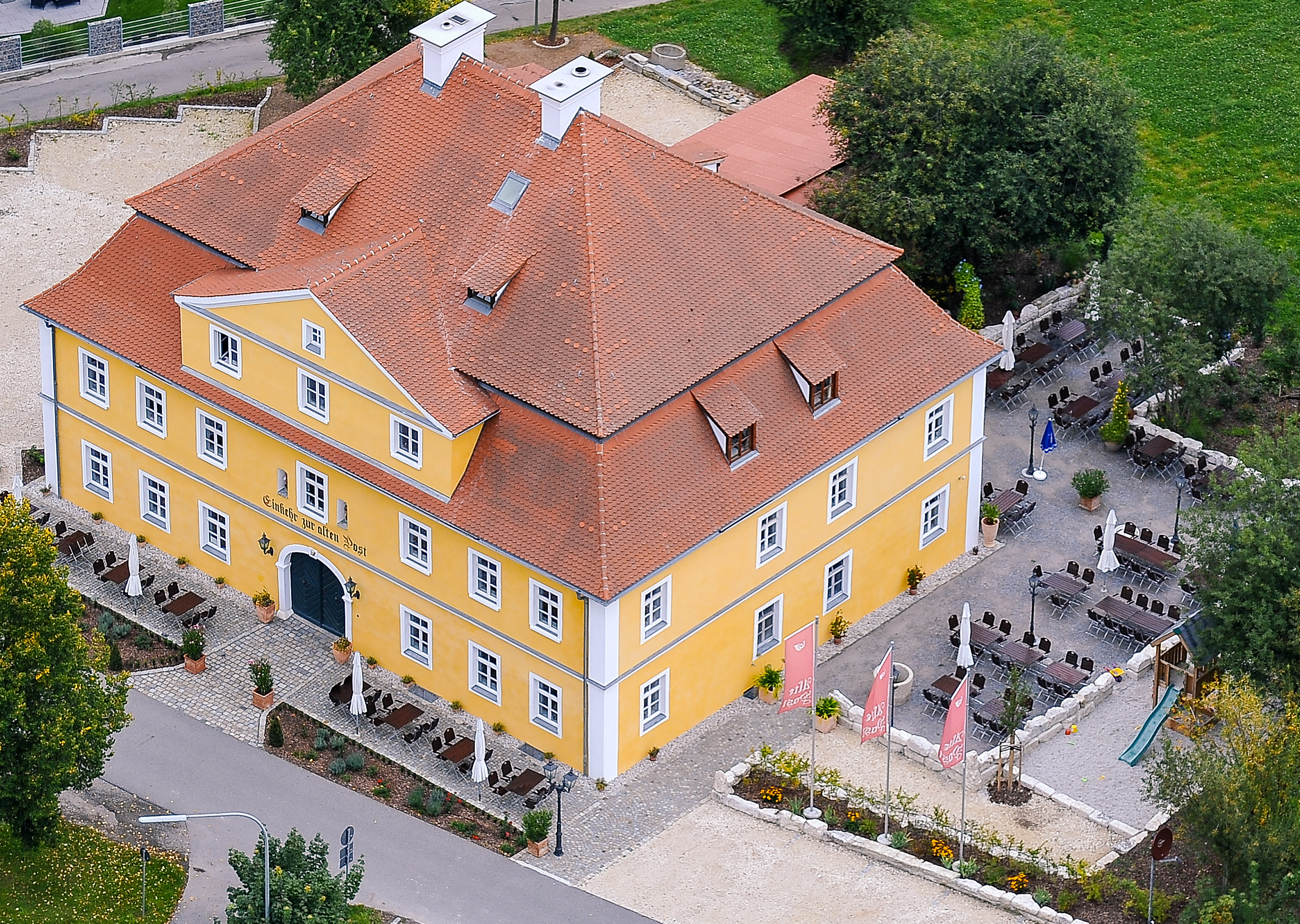
Die Alte Post Luftbild

Die denkmalgeschützte Alte Post in Ponholz, einem heutigen Ortsteil von Maxhütte-Haidhof bei Regensburg, geht als Poststation der Thurn und Taxis zurück auf das Jahr 1766.

## Geschichte
Bereits im Jahr 1740 beantragte der Tafernwirt Johann Hartmann beim kaiserlichen Reichsgeneralpostmeister, dem Fürsten Alexander Ferdinand von Thurn und Taxis, die Errichtung einer Poststation zu Pirkensee, da sich zwischen der freien Reichsstadt Regensburg und der kurfürstlichen Regierungsstadt Amberg keine Poststation befand. 1742 wurden daraufhin für Schwandorf und Pirkensee zwei Poststationen genehmigt. Wolfgang Wilhem Laßleben, der Hartmanns Witwe geheiratet hatte, beantragte schließlich 1764 die Verlegung der Station von Pirkensee nach Ponholz (Bonnholz), das, wie er betonte, genau vier Stunden von Schwandorf und Regensburg entfernt liege, und versprach, durch Reparatur der Straße für eine bequemere Streckenführung zu sorgen. Er hatte bereits ein Bauerngut in Ponholz erworben, das nach Genehmigung der Verlegung 1765 zu einer „Gastgeberey“ und einem Posthaus umgebaut wurde. Der Schlussstein über dem Eingang zum Posthaus mit der Jahreszahl 1766 muss vermutlich als Datum des Baubeginns gelten, da sich die Fertigstellung des neuen Posthauses bis zum Frühjahr 1768 hinzog. Im Jahr 1769 erhielt Johann Hartmann (Sohn) die Genehmigung, die Poststation, die er seinem Stiefvater abgekauft hatte, zu übernehmen. Der brave Ökonom, vom beurteilenden Postkommissar als „purer Bauer“ beschrieben, dürfte sich kaum seiner Sternstunde bewusst gewesen sein, als der berühmte Verfasser des Werther und des Götz von Berlichingen am frühen Morgen des 4. September 1786 auf der Reise nach Italien mit seiner Postkutsche bei ihm Halt machte. Goethes Tagebuchnotiz lautet: Ich war halb neun in Weyda, Nachts 1 Uhr in Wernberg, halb dreie Schwarzenfeld, halb fünfe Schwandorf, halb achte Bahnholz, um zehen in Regenspurg.
Nachdem Johann Hartmanns Antrag, ein eigenes Brauhaus an der stark frequentierten Straße zu errichten, abgelehnt wurde, verkaufte er Ende 1804 sein mittlerweile um eine Schmiede erweitertes Besitztum an seinen Sohn Franz Xaver und bat erfolgreich, die Posthalterei an diesen abtreten zu dürfen.
1810 meldet das Königlich-Baierische Regierungsblatt (S. 221), dass die Poststation von Bonholz nach der Stadt Burglengenfeld versetzt wurde. Damit ging die Ära der Hartmanns als Posthalter zu Ende, doch kam die Familie ganz offensichtlich als Gutsbesitzer und Brauer zu einigem Reichtum. Aus einem Rechtsstreit mit der Pfarrei Leonberg um den sogenannten Kleinzehnten geht hervor, dass die Hartmanns über Generationen "Kraut, Dorschen [Kohlrüben], Rüben, Erdäpfel, Flachs, Hanf etc." anbauten.
Im Jahr 1819 wurde Franz Xaver Hartmann als Gutsbesitzer zum Deputierten der „obern Pfalz“ in die Ständeversammlung in München gewählt: Hartmann von Bonholz bei Burglengenfeld, ein schlichter Landmann, vortrefflicher Oekonom [...] hat als Inhaber der Post lange durch den Ideenverkehr mit Fremden seinen Ideenkreis erweitert. In seiner Beurteilung als Parlamentarier heißt es 1839: "Im Besitz 'blühender Güter'; "dem Thron treu ergeben und allen politischen Umtrieben fremd".
Sein Sohn Alois aus der Ehe mit Johanna Sausgruber, einer Tochter des Stadtamhofer Tabakwarenhändlers Jakob Sausgruber, besuchte die Lateinschule in Regensburg. Nach dem Tod seines Vaters im Juni 1850 beantragte er vorzeitig die Großjährigkeit und heiratete 1851 Elisabeth Lecker aus Kronwinkl bei Landshut. Tochter Elise, geboren am 25. Oktober 1855, war die spätere Dialektdichterin Elise Beck, die ihren erst siebenundzwanzigjährigen Vater im Januar 1858 im Alter von etwas über zwei Jahren verlor. Im Mai 1860 wurde das Gut von dem mit Hartmann bekannten Regensburger Productenhändler, Moritz Buchmann (1826–1894), übernommen, und die Witwe Alois Hartmanns, die in der Zwischenzeit den Ponholzer Privatier Joseph Kölz (1825–1878) geheiratet hatte, musste mit ihren drei Kindern aus der ersten Ehe das Haus verlassen.

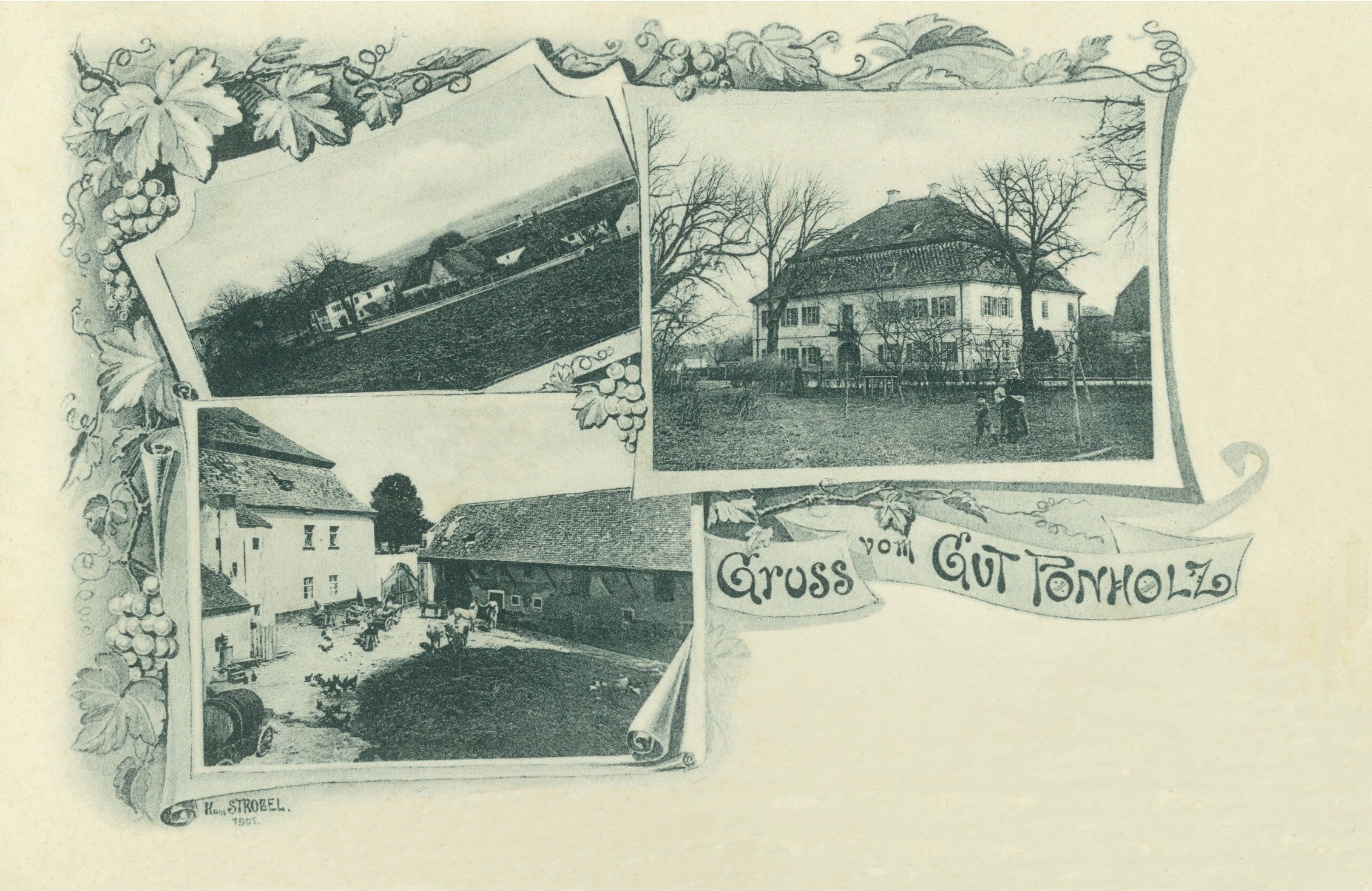
Ansichtskarte von 1901

Als Gut Ponholz ist das Besitztum mit seinem Vierseithof u. a. durch eine Ansichtskarte von 1901 belegt.
1902 erwarb der Brauer August Wittich das Gut für 200.000 Mark. Im Jahr 1912 renovierte und baute er es schließlich grundlegend um. Es erhielt erst bei dieser Gelegenheit den westseitigen Zwerchgiebel.
In den späten 1970er Jahren wurden die umfangreichen Nebengebäude und Stallungen (mit einem böhmischen Gewölbe), die einen großen Hofraum auf der Rückseite der Besitzung umschlossen hatten, wegen Baufälligkeit nach und nach abgerissen.
Im November 2012 vollendete der jetzige Besitzer Robert Gerstl die aufwändige Sanierung des mittlerweile denkmalgeschützten Gebäudes und erreichte eine erneute gastronomische Bewirtschaftung der „Einkehr zur alten Post“, die der altehrwürdigen Thurn-und-Taxis-Poststation zu neuem Leben verholfen hat.
Der Plan, die 1978 abgerissenen Teile des ursprünglichen Vierseithofs wieder aufzubauen und modernen Anforderungen anzupassen, scheiterte 2021 an behördlichen Einwendungen.

Besitzer der Alten Post:
- Wolfgang Wilhelm Laßleben, ab 1766
- Johann Hartmann, ab 1769
- Franz Xaver Hartmann, ab 1804
- Alois Hartmann, von 1850 bis 1858
- Moritz Buchmann, Regensburg, ab 1860
- Dr. Anton Steigerwald, ab 7. Juli 1876
- Ludwig Theodor Sonnenstein, ab 18. Dezember 1877
- Alois Neubauer, ab 19. Januar 1878
- Josef Hölzl und Maria Sonnenstein, ab 28. Mai 1878
- Karl Fuchs, ab 27. August 1878
- Jakob Kahl, ab 4. Februar 1879
- Bayer. Hypotheken- und Wechselbank, ab 26. März 1880
- Gottfried Kohlermann, (Münchner Kaufmann) ab 12. Juli 1887
- Martin Janner und Friedrich Mühlhofer, ab 19. November 1889
- Josefine Hager, ab 24. September 1890
- Leopold Englmann, ab 8. Juni 1891
- Johann Gollwitzer, (Brauereibesitzer) ab 27. Juni 1891
- August Wittich, (Brauereibesitzer aus Alteglofsheim) ab 21. Juni 1902
- Eduard Max Förster, (Fabrikant aus Chemnitz) ab 5. Juli 1917
- Bruno Junker, ab 4. Juni 1918
- Richard Freiherr von Michel-Raulino, (Besitzer einer bekannten Tabakwarenfabrik in Bamberg) ab 4. Dezember 1919
- Konrad Böhm, ab 8. März 1921
- Babette Böhm, ab 19. Juli 1927
- Anton und Mathilde Gerl, ab 17. April 1928
- Heinrich Ebentheuer, Scharmassing, ab 1934[17]
- Erich Koller, Burglengenfeld, ab 1983
- Christiane Koller und Bärbel Kuchler-Philipp, ab 2000
- Robert Gerstl, Regenstauf, ab 2011